# ارختیون
ارختیون (یونانی باستان: Ἐρέχθειον به معنای «خانه ارختئوس») یکی از شگفت‌انگیزترین بناهای تاریخی در آکروپولیس آتن است که در در دورهٔ پریکلس (Pericles) (۴۲۱–۴۰۵ پیش از میلاد) و در اوج دوران طلایی آتن ساخته شد. این معبد متعلق به یونان باستان واقع در ضلع شمالی آکروپولیس آتن در یونان است که هم به آتنا و هم به پوزئیدون اختصاص داشت. این معبد منحصربه‌فرد که به سبک ایونی ساخته شده، نه تنها از نظر معماری بلکه از لحاظ مذهبی و اسطوره‌ای نیز اهمیت ویژه‌ای دارد.
برخلاف دیگر بناهای آکروپولیس مانند پارتنون که از نظم و تقارن کلاسیک پیروی می‌کنند، ارختئون به دلیل معماری نامتعارف، تلفیق چندین مکان مقدس و ارتباط عمیق با اساطیر آتنی، معماری یونانی را به مرزهای جدیدی می‌برد. مجسمه‌ساز و سنگ‌تراش این سازه فیدیاس بود که توسط پریکلس برای ساختن پارتنون استخدام شده بود.

## تاریخچه

### پیشینه
ارختئون در واقع بخشی از پروژه عظیم بازسازی آکروپولیس پس از تخریب آن توسط ایرانیان در سال ۴۸۰ پیش از میلاد بود. این بنا به منظور تجمیع محراب‌های پراکنده در یک سازه و جایگزینی معبد قدیمی آتنا پولیاس که در جنگ با ایران ویران شده بود، طراحی گردید. معبد قدیمی میزبان مجسمه چوبی مقدس آتنا بود که بعدها به ارختئون منتقل شد.
برخی اظهار داشتند که احتمالاً این بنا به افتخار پادشاه افسانه‌ای ارختئوس ساخته شده است که گفته می‌شود در همان حوالی دفن شده است. از ارختئوس در ایلیاد هومر به‌عنوان یک پادشاه بزرگ و حاکم آتن در دوران باستان یاد شده است.
ساخت این بنا در حدود سال ۴۲۱ پیش از میلاد آغاز شد، اما به دلیل وقوع جنگ پلوپونز (Peloponnesian War) (431-404 پ. م) با وقفه مواجه گردید و نهایتاً در سال ۴۰۵ پیش از میلاد به پایان رسید. اطلاعات دقیقی در این باره موجود نیست اما معمار این بنا احتمالاً منسیکلس (Mnesikles) بوده و سنگ‌تراشی آن به فیدیاس (Phidias)، مجسمه‌ساز مشهور یونانی، سپرده شده بود.

### ساختار
کل معبد در یک دامنه قرار دارد، بنابراین ضلع‌های غربی و شمالی حدود ۳ متر کمتر از ضلع‌های جنوبی و شرقی هستند. این بنا به‌طور کامل از سنگ مرمر ساخته شده است، درها و پنجره‌ها را به‌طرز مفصلی تراشیده بود و ستون‌های آن به زیبایی تزئین شده بودند (بسیار بیشتر از آنچه امروز قابل مشاهده است). آنها با مهره‌های شیشه‌ای برنز طلاکاری شده بود.
ارختئون از چندین بخش مجزا تشکیل شده که هر کدام عملکرد مذهبی خاصی داشتند. ویژگی‌های منحصربه‌فرد این بنا شامل ایوان کاریاتیدها (Caryatid)، سطح‌های نامتوازن که به دلیل ادغام چندین محراب بر روی شیب طبیعی تپه آکروپولیس ایجاد شده‌اند و استفاده خلاقانه از سبک ایونی می‌شوند که در ستون‌ها و تزئینات ظرافتی خاص به بنا بخشیده است.
ایوان کاریاتیدها شش مجسمه ستون‌مانند از دختران (کاریاتیدها) به ارتفاع ۲٫۳۱ متر را در خود جای داده است که سقف ایوان جنوبی را نگه می‌دارند. این مجسمه‌ها با ظرافتی بی‌نظیر تراشیده شده‌اند و این در حالی است که جزئیات هر شش مجسمه متفاوت از یکدیگر هستند.

### کاربرد مذهبی و اسطوره‌ای
ارختئون در واقع چندین مکان مقدس را در یک سازه واحد گرد هم آورده بود. بخش شرقی معبد به پوزئیدون-ارختئوس اختصاص داشت و شامل حوضچه آب شوری بود که گفته می‌شد با ضربه نیزه سه‌شاخ پوزئیدون به وجود آمده است. بخش غربی به آتنا پولیاس (حامی شهر آتن) تعلق داشت و مجسمه چوبی مقدس این الهه را در خود جای می‌داد. همچنین در محوطهٔ معبد درخت زیتونی وجود داشت که بر اساس اسطوره‌ها، آتنا آن را به عنوان هدیه به آتنی‌ها تقدیم کرده بود.

### تحولات تاریخی
ارختئون در طول تاریخ پر فراز و نشیب خود دچار تغییرات و آسیب‌های بسیاری شده است. در قرن اول پیش از میلاد، این بنا در جریان حملهٔ سولا، سردار رومی، آسیب جدی دید. در قرن هفتم میلادی، این معبد به کلیسای مسیحی تبدیل شد و تغییرات زیادی در ساختار آن ایجاد گردید. در دوره عثمانی، از بنا به عنوان حرمسرا و سپس انبار باروت استفاده می‌شد که منجر به خسارات جبران‌ناپذیری شد. در سال ۱۶۸۷، انفجار باروت‌خانه در جریان محاصره ونیزی‌ها آسیب زیادی به بنا وارد کرد. در اوایل قرن نوزدهم نیز لرد الگین بخش‌هایی از تزئینات معبد از جمله یکی از کاریاتیدها و یک ستون را به بریتانیا منتقل کرد.

### اهمیت فرهنگی
ارختئون نه تنها به عنوان یک بنای مذهبی، بلکه به عنوان شاهدی بر شکوفایی تمدن آتن در عصر طلایی آن و به دلیل پیوند با اساطیر آتن (مانند رقابت آتنا و پوزئیدون) اهمیت دارد. این بنا با تلفیق عناصر معماری پیشرفته و مفاهیم عمیق مذهبی، بیانگر نبوغ هنرمندان و معماران آتنی است. بین سال‌های ۱۹۷۷ تا ۱۹۸۸ مرمت گسترده‌ای روی این بنا انجام شد اما امروزه نیز بازسازی و حفاظت از این اثر تاریخی ارزشمند همچنان ادامه دارد و آن را به یکی از پربازدیدترین جاذبه‌های گردشگری یونان تبدیل کرده است.

## معماری

### محیط اطراف و زمینه
ارختئون با چیدمانی هوشمندانه در شمال آکروپلیس آتن قرار گرفته است. این بنا نه‌تنها با توپوگرافی پیچیده سایت که حدود ۳ متر اختلاف سطح دارد سازگار شده، بلکه ارتباط معناداری با بناهای اطراف خود برقرار می‌کند. معماران عمداً بخشی از بقایای معبد قدیمی آتنا پولیاس را که در حملهٔ پارسیان در ۴۸۰ پیش از میلاد تخریب شده بود، در طراحی جدید حفظ کردند. ایوان کاریاتیدها روی بقایای معبد قدیمی بنا شده و صلای این معبد در طول دوران‌ها مورد استفاده قرار می‌گرفته است. این انتخاب هوشمندانه هم یادمانی دائمی از آن واقعهٔ تاریخی بود و هم به بنا هویتی چندلایه بخشید.
موقعیت استراتژیک ارختئون به گونه‌ای است که از شمال به پرتگاه طبیعی آکروپلیس مشرف است، حال آنکه از جنوب به سمت معبد نیکه و پارتنون جهت‌گیری شده است. ورودی شرقی آن نیز به‌طور حساب شده‌ای رو به میدان اصلی آکروپلیس قرار گرفته که نشان‌دهندهٔ درک عمیق معماران از اهمیت ارتباط بصری و معنایی بین بناهای مقدس آکروپلیس است.

### سبک معماری
ارختئون نمونه‌ای استثنایی از خلاقیت در به‌کارگیری سبک ایونی به‌شمار می‌رود. برخلاف معابد متعارف یونانی که از یک سبک واحد تبعیت می‌کنند، این بنا عناصر سبک‌های مختلف را در هم آمیخته است. پایه‌های کاریاتیدها با الهام از شیوهٔ دوریک ساخته شده‌اند، حال آنکه بدنهٔ ستون‌ها شیارهای عمیق ایونی دارند. این ترکیب نامتعارف که پیش از این در هیچ بنای دیگری دیده نشده بود، گواهی است بر نوآوری و جسارت معماران در شکستن چارچوب‌های مرسوم.
تناسبات بنا نیز از الگوهای متعارف پیروی نمی‌کند. نسبت ارتفاع به قطر ستون‌ها ۹ به ۱ است، در حالی که این نسبت در سبک ایونی کلاسیک معمولاً ۸ به ۱ است. فاصلهٔ دقیق ۲٫۱۱۴ متری بین ستون‌ها نیز حاکی از محاسبات دقیق ریاضی است. تزئینات بنا که «شاهکار هنر سنگ‌تراشی» توصیف می‌شوند، شامل نقوش تخم‌مرغی و پیکانی با دقت اجرای ۰٫۵ میلی‌متری است. نوارهای گل نیلوفر و نخل با الگوی تکرارشونده، ریتمی موزون به نما بخشیده‌اند.

### پلان و چیدمان فضایی
پلان ناهموار و چندسطحی ارختئون بازتابی است از پیچیدگی عملکردی آن است. بر اساس کتیبه‌های باستانی تحلیل شده، بخش شرقی با ابعاد ۱۱٫۱۶ در ۲۲٫۲۲ متر و ارتفاع سقف ۷٫۳۲ متر، فضایی است که به آتنا پولیاس اختصاص داشت. این فضا با دقتی مثال‌زدنی طراحی شده است.
بخش غربی که ۳ متر پایین‌تر قرار دارد، مجموعه‌ای است از سه فضای متمایز: محراب پوزئیدون با سوراخی نمادین که یادآور افسانه سه‌شاخ پوزئیدون است، مقبرهٔ ککروپس زیر بلوک سنگی عظیم، و چاه آب مقدس با عمق نامعلوم. این چیدمان پیچیده نشان‌دهنده توانایی معماران در تلفیق کارکردهای مختلف در یک ساختار واحد است.
ایوان شمالی با شش ستون بلند ۷٫۶۳ متری و شیب سقف ۱۵ درجه‌ای، ورودی باشکوهی به بخش غربی ایجاد می‌کند. ایوان کاریاتیدها با شش پیکرهٔ ۲٫۳۱ متری که هر کدام حدود ۲٫۵ تن وزن دارند، نمادی از تلفیق هنر و معماری است. پژوهش‌های الاستیک نشان می‌دهد که این پیکره‌ها نه تنها جنبه تزئینی دارند، بلکه به دقت محاسبه شده‌اند تا بار سقف را به‌طور مؤثر انتقال دهند.

### نما و جزئیات خارجی
نماهای ارختئون هر کدام داستان متفاوتی را روایت می‌کنند. نمای شرقی با شش ستون ایونی شکوهمند که هر کدام دقیق تراشیده شده‌اند، تصویری کلاسیک از زیبایی‌شناسی یونانی ارائه می‌دهد. این ایوان دیوارهایی به عرض ۰٫۴۸۵ متر و بازشوهایی بین ۱٫۱۰۹ تا ۱٫۲۶۴ متر دارد که با نسبت‌های دقیق ریاضی محاسبه شده‌اند.
نمای جنوبی با دیوار یکپارچه‌ای شامل ایوان دوشیزگان در انتهای غربی آن با شش کاریاتید که به سمت پارتنون نگاه می‌کنند، در نگاه اول ساده به نظر می‌رسد، اما بررسی‌های دقیق نشان می‌دهد که این دیوار با سیستم پیچیده‌ای از کلاف‌های چوبی تقویت شده است. این نوآوری سازه‌ای نشان‌دهندهٔ درک پیشرفتهٔ معماران از اصول مقاومت مصالح است.
نمای غربی شامل نمای جانبی ایوان دوشیزگان و ردیفی از ستون‌های نیمه کارهٔ ایونیک متصل به دیوار است. در کوچکی روی این دیوار وجود دارد که ورود به مقصورهٔ غربی را امکان‌پذیر می‌سازد.

### فضاهای داخلی
سالن اصلی بخش شرقی با عرض ۹٫۷۵۷ متر، فضایی است که با پنجره‌های بزرگ نورگیری شده است. زاویهٔ ۴۵ درجه‌ای این پنجره‌ها که در پژوهش‌های اخیر کشف شده، نشان می‌دهد معماران به دقت مسیر حرکت خورشید را مطالعه کرده بودند تا نور مناسبی به مجسمهٔ چوبی آتنا بتابد.
بخش غربی با دیوارهای جداکننده، سه فضای متمایز را در خود جای داده و دارای سه ورودی متمایز است. ارتفاع متفاوت سقف در این بخش‌ها، نه‌تنها به دلایل عملکردی، بلکه برای ایجاد سلسله مراتب فضایی طراحی شده بود. در شمال معبد غربی، دری عظیم قرار دارد که پله‌های مقابل آن به رواقی در شمال با چهار ردیف ستون و شش عدد ستون در نمای اصلی منتهی می‌شود. مار مقدس که طبق افسانه‌ها حکم محافظ شهر آتن را داشته، در یکی از اتاق‌های زیرزمینی در زیر این رواق زندگی می‌کرده که ورودی آن در شرق ورودی شمالی معبد غربی قرار دارد.
به دلیل تخریب دیوارهای داخلی ارختئون در قرن هفتم میلادی و تبدیل آن به کلیسا توسط بیزانسی‌ها، فضاهای داخلی تا حد زیادی تغییر کرده‌اند یا از بین رفته‌اند که البته بقایای آن‌ها در پلان‌نگاری‌ها قابل مشاهده هستند.

### نوآوری‌های معماری
ارختئون گنجینه‌ای از نوآوری‌های معماری است. استفاده از روش‌های مقرون‌به‌صرفه‌تر در ایجاد پس‌زمینهٔ آبی نقوش برجستهٔ فریز یکی از همین موارد است. بدین صورت که به‌جای حکاکی مستقیم نقوش و سپس رنگ آمیزی آن روی تخته‌های مرمر، ابتدا نقوش به‌صورت جداگانه از مرمر حکاکی شده و با استفاده از میخ‌های چوبی بر روی پس‌زمینهٔ رنگی آهکی نصب می‌شدند.
راهکارهای مهندسی به کار رفته در بنا نیز قابل توجه است. بلوک کنسولی که برای محافظت از مقبره ککروپس طراحی شده بود، یا سیستم زهکشی پیچیده با شیب دقیق که آب باران را به‌طور مؤثر هدایت می‌کرد، همگی نشان‌دهندهٔ نبوغ معماران ارختئون است.

## سازه

### مصالح ساختمانی
مصالح به کار رفته در ارختئون با دقت انتخاب شده‌اند. مرمر پنتلیک با دانسیته ۲٫۷۱ گرم بر سانتی‌متر مکعب و مقاومت فشاری ۸۰ تا ۱۲۰ مگاپاسکال، برای ستون‌ها و بخش‌های اصلی به کار رفته است. سنگ آهک الئوسیسی با دانسیته ۲٫۵۸ گرم بر سانتی‌متر مکعب و مقاومت فشاری ۶۰ تا ۹۰ مگاپاسکال، برای فریز و بخش‌های غیرنمایی استفاده شده است. این انتخاب هوشمندانه نه‌تنها جنبه زیبایی‌شناسی داشته، بلکه به دلایل سازه‌ای نیز انجام شده بود.
ارختئون طی سال‌ها و رویدادهای متعدد، آسیب‌های بسیاری دیده و از اصل خود فاصله گرفته است. مدارکی وجود دارند که اثبات می‌کنند جزئیات به‌کار رفته در ستون‌های ایوان شمالی، در اصل می‌بایست از برنز ساخته می‌شد. قطعهٔ باقی مانده از درگاه شرقی نیز نشان می‌دهد که این درگاه در واقع قابی برنزی داشته که اکنون از بین رفته است.

### سیستم سازه‌ای
سیستم سازه‌ای ارختئون شاهکاری از مهندسی باستانی است. شش مجسمهٔ دختر در ایوان جنوبی نقش باربر اصلی داشتند. بار سقف در ایوان کاریاتیدها که حدود ۸ تن برآورد می‌شود، به‌طور یکنواخت بین شش پیکره توزیع شده بود. محاسبات نشان می‌دهند که این بنا توانایی مقاومت در برابر زلزله‌های تا ۶ ریشتر را داشته است.
بلوک زیر کاریاتیدها به گونه ای طراحی شده که علاوه بر تحمل وزن مجسمه‌ها، بار را از پی تضعیف‌شدهٔ جنوب غربی به‌طور هدفمند انتقال دهد که این طراحی منحصر به فرد به منظور حفاظت از مقبرهٔ زیرین صورت گرفته است. نقش باربر اصلی در کاریاتیدها را گردن‌های قوی و موهای پیچیده ایفا می‌کردند که در صورت وقوع زلزله، با مفاصل انعطاف‌پذیر اجازهٔ جابجایی می‌دادند تا به سازهٔ اصلی آسیبی وارد نشود. البته امروزه مجسمه‌های اصلی در موزه نگه‌داری می‌شوند و چیزی جز هوا را تحمل نمی‌کنند.
سیستم سازه‌ای ترکیبی آن شامل دیوارهای باربر سنگی، ستون‌های ایونی و تیرهای چوبی سقف می‌شود. این ترکیب هوشمندانه باعث شده بنا با وجود گذشت ۲۵۰۰ سال، همچنان پابرجا بماند.

### تکنیک‌های ساخت
تکنیک‌های ساخت ارختئون حاصل قرن‌ها تجربه در معماری یونانی است. تراش سنگ با اره‌های فلزی انجام می‌گرفت. این فرایند کند اما دقیق، کیفیت بی‌نظیری به سطح سنگ‌ها می‌داد. برش بلوک‌های سنگی با دقتی میلی‌متری که در آن دوران فناوری پیشرفته‌ای محسوب می‌شد، یا استفاده از ابزارهای اندازه‌گیری دقیق که اجازه می‌داد ستون‌ها با خطای کمتر نصب شوند، همگی نشان‌دهندهٔ سطح بالای دانش فنی معماران است.
سیستم اندازه‌گیری با استفاده از کولیس‌های چوبی پیشرفته انجام می‌شد. این دقت در اجرا که حتی با استانداردهای امروزی نیز قابل احترام است، نشان‌دهنده اهمیت دقیق‌کاری در فرهنگ معماری یونان باستان است.

### رابطهٔ فرم و سازه
در ارختئون، فرم و سازه در هماهنگی کامل با هم کار می‌کنند. زاویهٔ سقف نه تنها برای زیبایی‌شناسی، بلکه برای توزیع بهینه بار و کنترل رواناب باران طراحی شده بود.
مفاصل انعطاف‌پذیر بنا، نمونه‌ای پیشرفته از مهندسی زلزله در دوران باستان است. این سیستم هوشمندانه باعث می‌شد بنا در برابر حرکات زمین انعطاف نشان دهد بدون اینکه آسیب ساختاری ببیند.

## نگارخانه

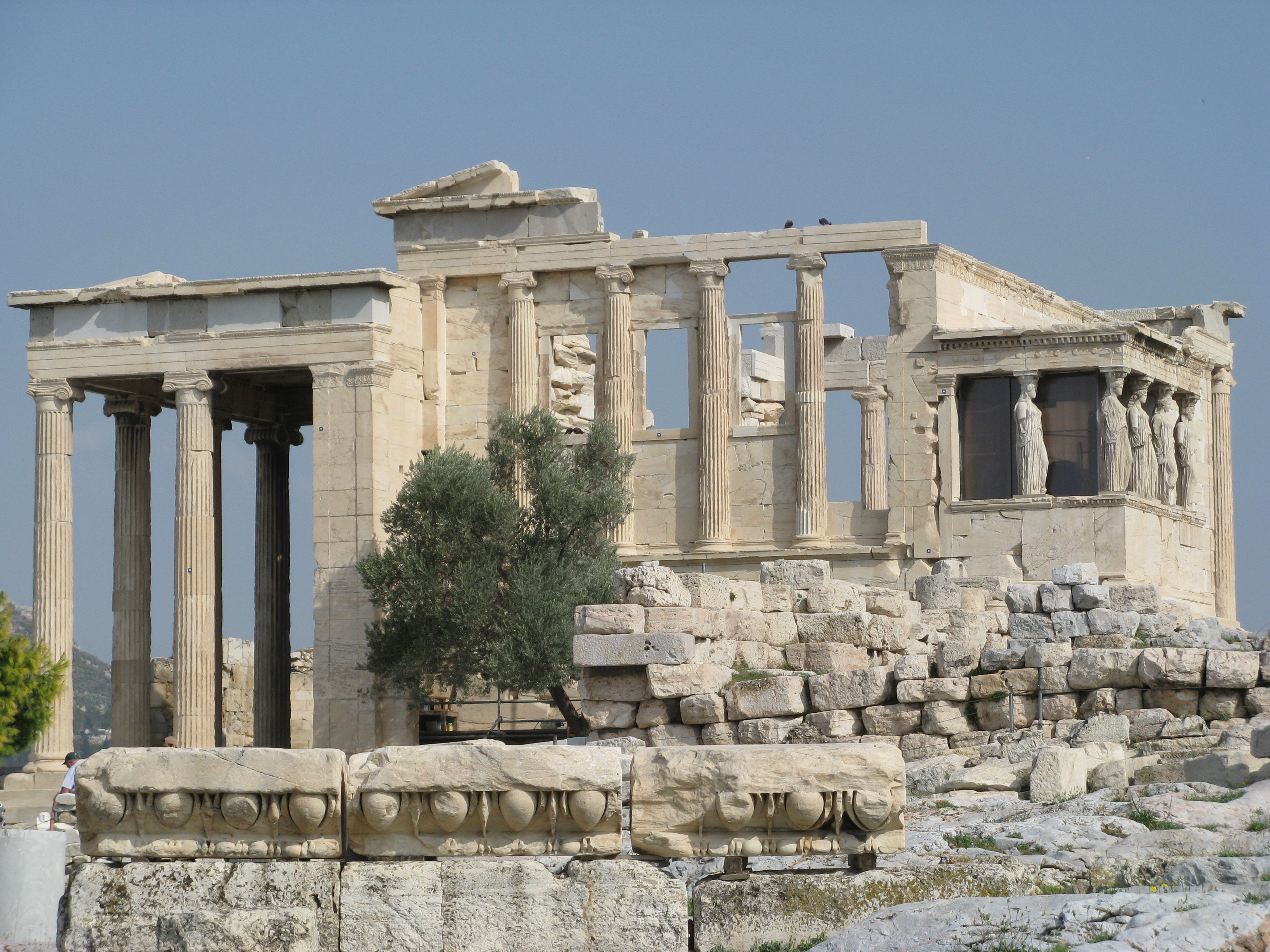
نمای بخش غربی_ نمایش نمای جانبی دوشیزگان، ردیفی از ستون‌های نیمه‌کارهٔ ایونیک متصل به دیوار و در کوچکی که ورود به مقصورهٔ غربی را امکان‌پذیر می‌سازد

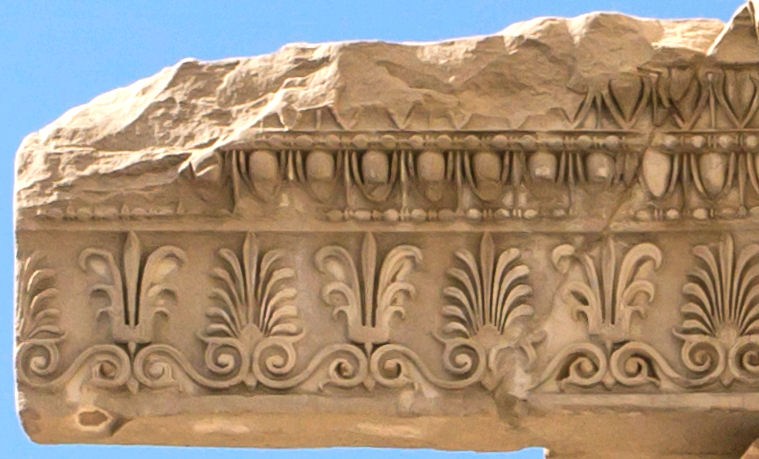
کتبیه‌های بخش شمال غربی_ نمایش جزئیات تزئینات بنا که «شاهکار هنر سنگ‌تراشی» توصیف می‌شوند، شامل نقوش تخم مرغی و پیکانی و نوارهای گل نیلوفر و نخل با الگوی تکراشونده

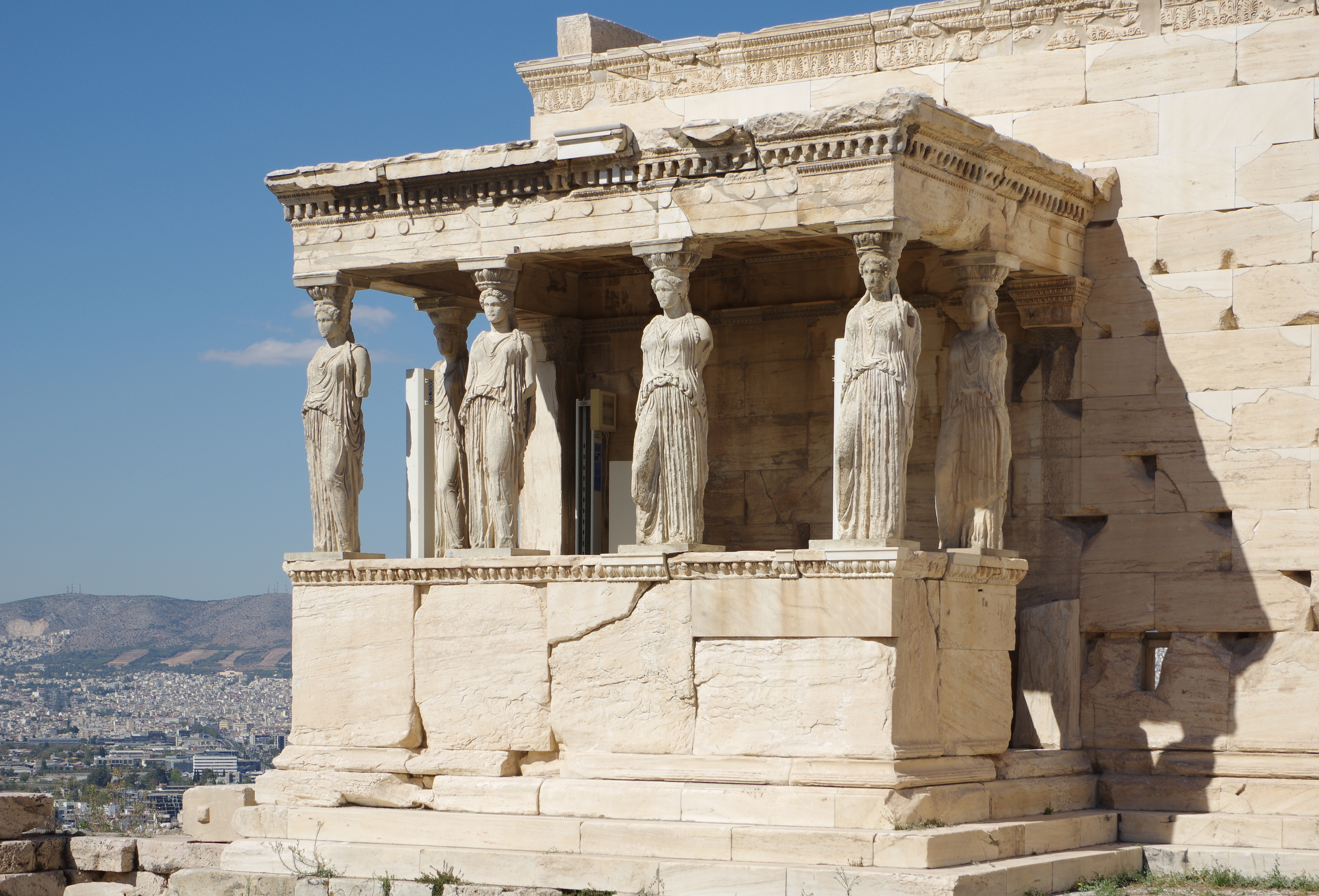
ایوان کاریاتید_ نمایش شش پیکرهٔ کاریاتید که بار سقف را انتقال می‌دهند در حالی که به سمت پارتننون نگاه می‌کنند و همچنین درک بهتر ابعاد آنها

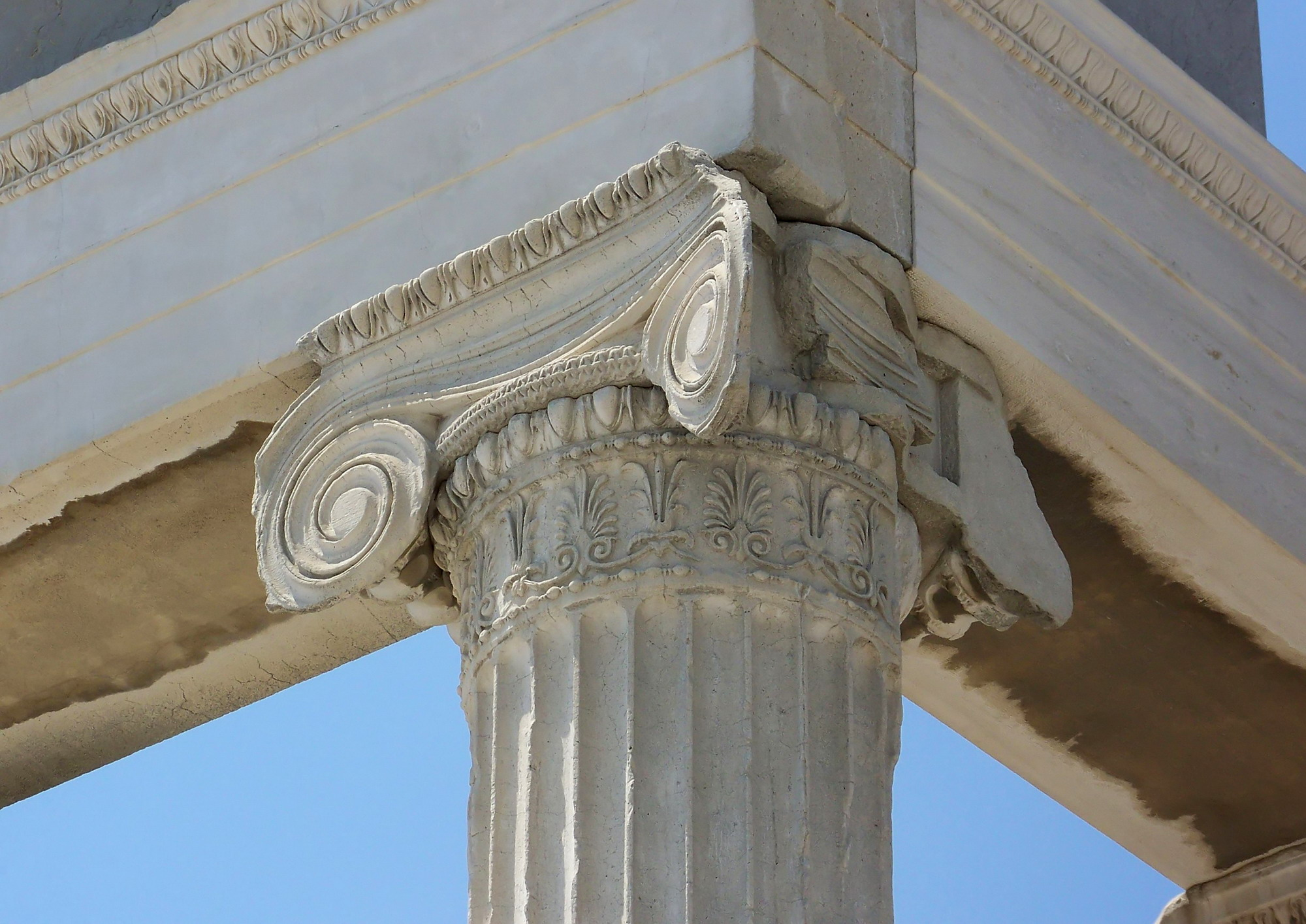
سرستون‌های ایونیک_ نمایش جزئیات سرستون‌های ایونیک بنا